# Тиша (фільм, 2024)
«Тиша» (англ. The Silent Hour) — американський кримінальний трилер 2024 року режисера Бреда Андерсона за сценарієм Дена Холла з Юелєм Кіннаманом, Сандрою Мей Френк, Мекаєм Файфером і Марком Стронгом у головних ролях.
Фільм вийшов у прокат в США 11 жовтня 2024 року.

## Синопсис
Через шістнадцять місяців після нещасного випадку на роботі, який призвів до втрати слуху, детектив бостонської поліції та його напарник втягуються в небезпечний конфлікт. Вони повинні захистити глухого свідка вбивства, який живе у вразливому багатоквартирному будинку. Антагоніст, Лінч, очолює команду шахраїв і корумпованих копів, які мають намір усунути свідка, щоб не дати їй змоги дати свідчення, створюючи напружене протистояння в житловому комплексі.

## Акторський склад
| Актор            | Роль                 |
| ---------------- | -------------------- |
| Юель Кіннаман    | детектив Френк Шоу   |
| Сандра Мей Френк | Ава Фрімонт          |
| Мекай Файфер     | Мейсон Лінч          |
| Марк Стронг      | детектив Даг Слейтер |
| Майкл Еклунд     | Енджел Флорес        |
| Катріна Лупі     | Сем Шоу              |

## Виробництво
У жовтні 2022 року було оголошено, що Кіннаман зіграє головну роль. У листопаді 2022 Марк Стронг доєднався до фільму. У січні 2023 року Сандра Мей Френк і Мекай Файфер приєдналися до акторського складу.
У лютому 2024 року було оголошено, що компанія Republic Pictures придбала права на дистрибуцію фільму, зйомки якого відбувалися на Мальті та в Торонто у 2023 році. У квітні 2023 року зйомки проходили в центрі міста Кітченер, Онтаріо.

## Випуск
Фільм вийшов у прокат в США 11 жовтня 2024 року.

## Відгуки
Фільм отримав 68% рейтингу на Rotten Tomatoes на основі 19 рецензій із середнім рейтингом 5,7/10.